# Đạo diễn hình ảnh

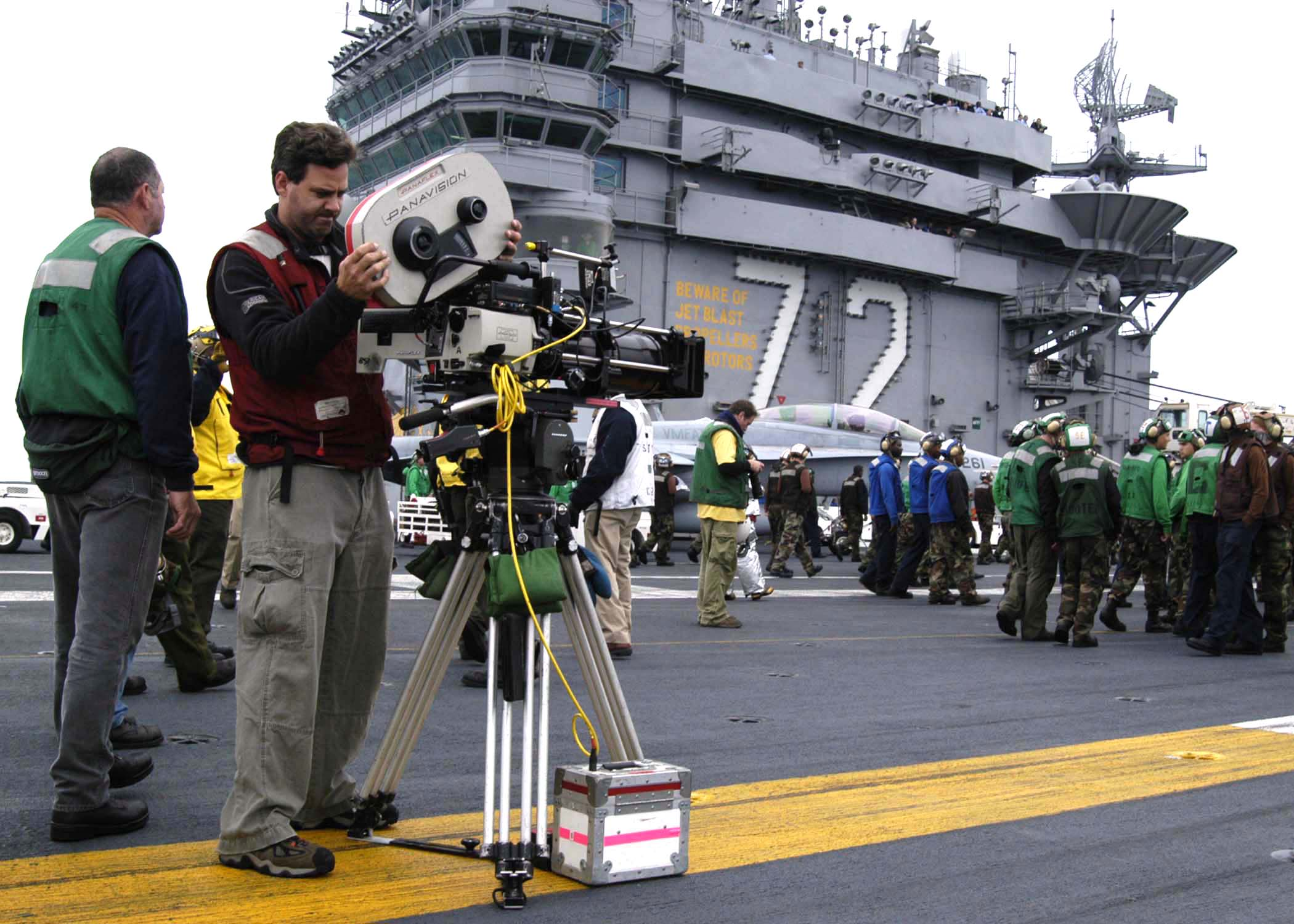
Một nhóm quay phim đang dàn dựng bối cảnh trên boong sàn bay để quay bộ phim điện ảnh Stealth cùng với phi hành đoàn của con tàu USS Abraham Lincoln (CVN-72) lớp Nimitz.

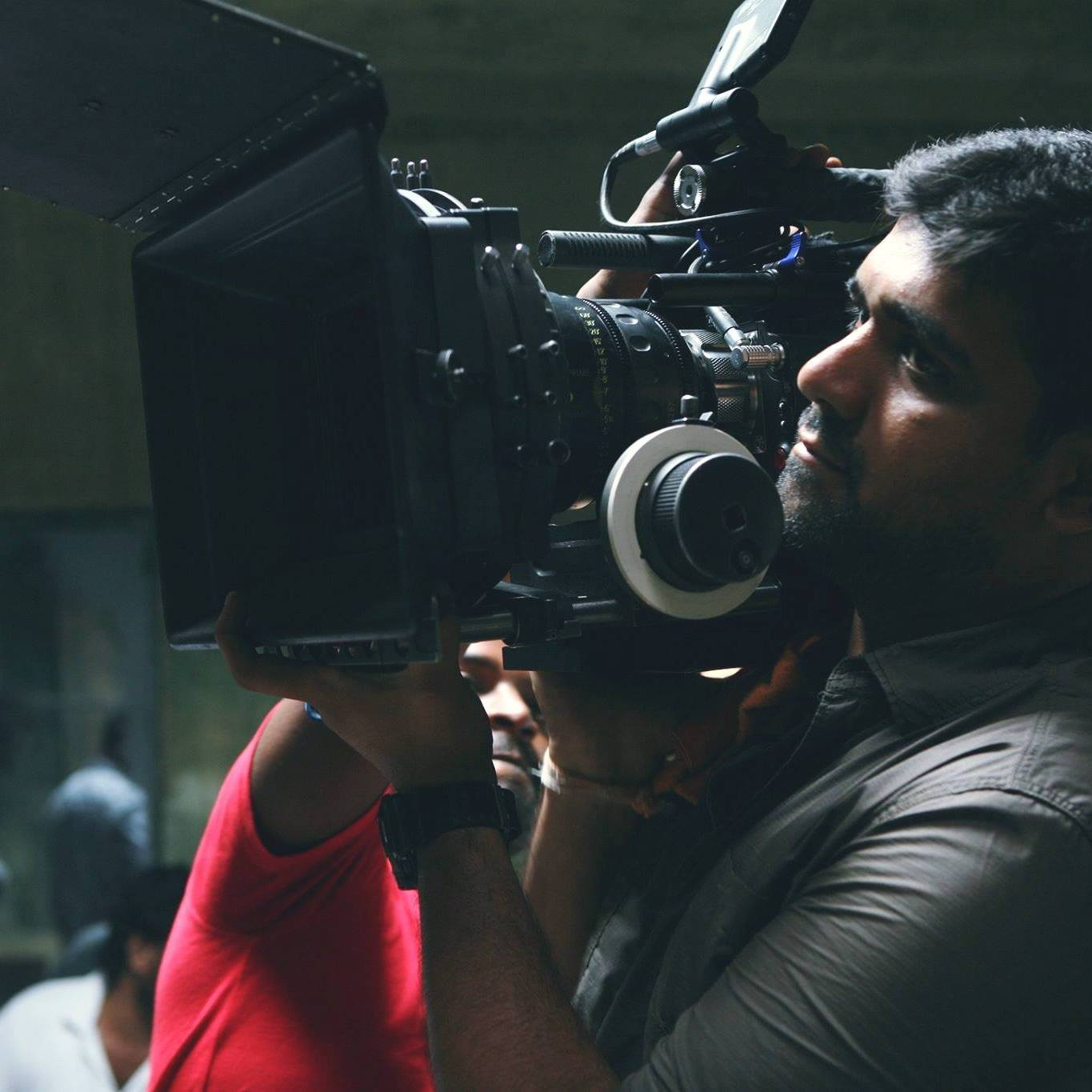
Một nhà quay phim điện ảnh với các thiết bị quay

Đạo diễn hình ảnh (tiếng Anh: director of photography; viết tắt là DP hoặc D.O.P) hay nhà quay phim (tiếng Anh: cinematographer) là trưởng nhóm quay phim và ánh sáng làm công việc sản xuất phim, sản xuất truyền hình hoặc các tác phẩm người đóng khác, cũng như có nhiệm vụ đưa ra các quyết định về tính nghệ thuật và kỹ thuật liên quan đến vấn đề hình ảnh. Ngành nghiên cứu và thực hành lĩnh vực này được gọi chung là kỹ thuật điện ảnh hay kỹ thuật quay phim.
Nhà quay phim là cấp dưới của đạo diễn, được giao nhiệm vụ ghi lại một cảnh trong kịch bản của đạo diễn. Mối quan hệ giữa nhà quay phim và đạo diễn khác nhau. Trong một số trường hợp, đạo diễn sẽ cho phép nhà quay phim hoàn toàn độc lập, trong khi trong những trường hợp khác, đạo diễn cho phép rất ít hoặc không cho phép, thậm chí đi xa đến mức chỉ định vị trí đặt máy quay chính xác và lựa chọn ống kính.
Mức độ tham gia như vậy ít phổ biến hơn hiện nay, khi mà đạo diễn và nhà quay phim đã trở nên thoải mái với nhau. Đạo diễn thường sẽ truyền đạt cho nhà quay phim những gì muốn từ một cảnh quay một cách trực quan và cho phép nhà quay phim có quyền quyết định trong việc đạt được hiệu ứng đó.
Các cảnh do nhà quay phim ghi lại được chuyển cho biên tập viên phim để chỉnh sửa và dựng phim.

## Lịch sử
Trong thời kỳ sơ khai của điện ảnh, đạo diễn hình ảnh thường cũng là đạo diễn và người xử lý máy quay (người quay phim). Khi loại hình nghệ thuật và công nghệ phát triển, sự tách biệt giữa đạo diễn và người điều khiển máy quay đã xuất hiện. Với sự ra đời của ánh sáng nhân tạo (đèn điện) và kho phim nhanh hơn (nhạy cảm hơn với ánh sáng), ngoài những tiến bộ công nghệ trong quang học, các khía cạnh kỹ thuật của kỹ thuật điện ảnh đòi hỏi một chuyên gia trong lĩnh vực đó.
Kỹ xảo điện ảnh là chìa khóa trong kỷ nguyên phim câm - khi không có âm thanh ngoài nhạc nền và không có lời thoại, các bộ phim phụ thuộc vào ánh sáng, diễn xuất và bối cảnh.
Hiệp hội Quay phim Hoa Kỳ (ASC) được thành lập vào năm 1919 tại Hollywood, và là hiệp hội thương mại đầu tiên dành cho các nhà quay phim. Các hiệp hội tương tự đã được thành lập ở các quốc gia khác, ví dụ như Hiệp hội Quay phim Anh (BSC). Mục tiêu của họ bao gồm việc công nhận đóng góp của nhà quay phim cho nghệ thuật và khoa học làm phim.